# Hienghène
Hienghène (Hyehen en langue fwâi, signifiant « pleurer en marchant ») est une commune de Nouvelle-Calédonie, en Province Nord, située au nord-est de la Grande Terre, à environ 5 heures de route de Nouméa (375 km), à 63 km au sud-est de Pouébo, à 42 km au nord-ouest de Touho et à 70 km de Poindimié.
C'est un des endroits les plus touristiques de la province Nord, avec un port de plaisance. 
La commune fait partie de l'aire coutumière Hoot ma Waap.

## Géographie

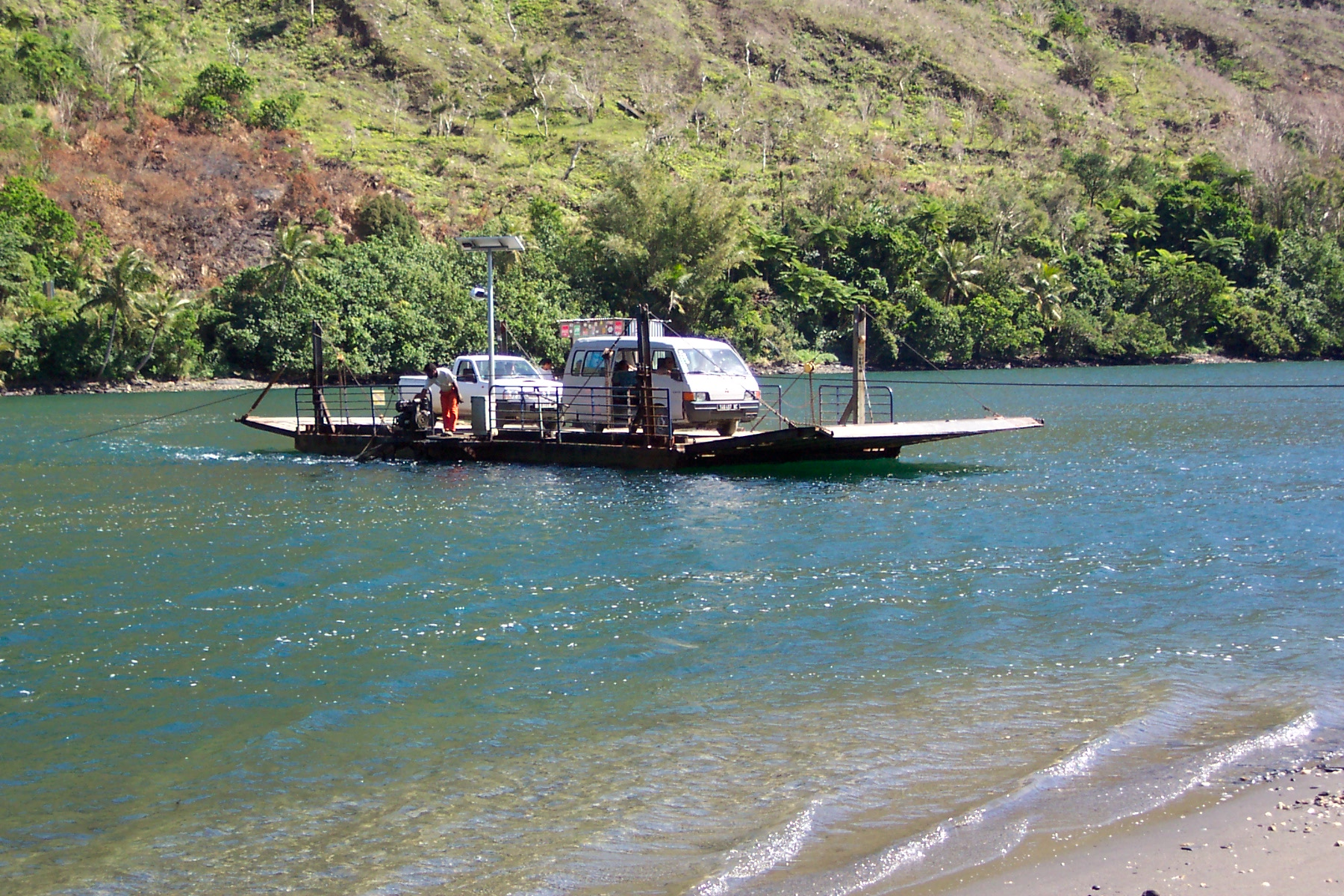
Le bac sur la Ouaième

Cette commune est réputée pour ses falaises de calcaire noir aux formes spécifiques, dont les plus célèbres rappellent une « poule couveuse » (ou les « tours de Notre-Dame », selon l'angle d'observation) et un « sphinx ». 
La côte, en remontant vers le nord-ouest, est à flanc de montagne. Le paysage alterne cascades, embouchures de rivières, cocoteraies et végétation luxuriante, près d'une centaine de (petits) cours d'eau sur 60 km. 
La rivière de la Ouaième ne possède pas de pont, et n'en a jamais possédé. Le seul moyen d'atteindre l'autre rive est d'embarquer sur le bac, avec d'autres véhicules, jour et nuit, gratuitement. Le bac de la Ouaième est d'autant plus célèbre et symbolique du fait qu'il est le dernier de ce genre en Nouvelle-Calédonie. 
La baie est relativement protégée (avec des holothuries), deux rivières sont présentes, les forêts sont importantes (avec du santal): Hienghène est un port possible.

## Histoire
- 1841 : jeune chef Bouarate, environ 25 ans,
- 1843 : commerce anglo-saxon : santal (avec installation plus ou moins durable de santaliers, notamment Richards, puis James Paddon et Towns, jusqu'à extinction du santal), holothuries (biches de mer, trépangs),
- 1843 : premier séjour de Bouarat (Bwaxat) offert à Sydney,
- 1844 : premières tentatives des missionnaires maristes, probable responsabilité de Bouarate dans l'attitude anti-chrétienne à Balade et Pouébo, probablement pour non réciprocité d'un don (offrir une récolte d'ignames pour les missionnaires affamés, ne rien recevoir au premier arrivage de bateau) et épisode du bouledogue Rhin,
- 1846 : premier fusil pour Bouarate,
- 1846 : second séjour de Bouarate à Sydney : cheval, porcs, accordéon pour le King  of New-Caledonia,
- 1849 : seconde tentative, infructueuse, d'installation d'une mission mariste par le vicaire apostolique Guillaume Douarre,
- 1849 : tournée de l'évêque anglican George Augustus Selwyn, à qui Bouarate demande une mission, et qui rencontre Guillaume Douarre,
- 1853 : débuts de la présence française dans cette tribu redoutée, soumise, puis délaissée,
- 1854-1863 : oppositions entre l'administration coloniale et les populations mélanésiennes.
- 1855-1857 : reprise des guerres tribales Hienghène-Pouébo, Bouarate demande l'envoi de pasteur protestant,
- 1855-1863 : le grand-chef Bwharat, accusé de sympathies pour l'Angleterre, à la suite de deux séjours à Sydney (Australie) en 1843 et 1848, est exilé à Tahiti en 1857, remplacé par son frère Mouéou,
- 1859 : Jean-Marie Saisset, suppléant du gouverneur, mène la conquête armée (le capitaine Tricot y fût tué),
- 1859 : 3 Anglais, conseillers de Bouarate, et combattants, après un jugement sommaire, sont exécutés,
- 1855-1862 : tribu suspecte,
- 1863 : Bouarate rappelé d'exil par le gouverneur en 1863 : accueil convivial à Nouméa, et triomphal à Hienghène, réhabilitation,
- 1863 : Un certain équilibre s'installe, à la suite d'un retournement d'alliance, le chef assure la prospérité de sa région. Repli de la mission mariste pour 30 ans,
- 1865 : La zone est reconnue par les Français en 1865, Bouarate est réputé être le plus intelligent et le plus dévoué de nos chefs[3],
- années 1870 : développement de la culture du café,
- 1878 : grande révolte kanak de 1878,
- 1887 : création d'une commission municipale de Hienghène, chargée de gérer les affaires de la communauté des colons européens,
- 1894 : le gouverneur Paul Feillet ouvre la Grande-Terre au prosélytisme protestant,
- 1894-1903 : installation de colons libres « Feillet » (familles Grassin et Lapetite, par exemple). Ils pratiquent essentiellement la culture du café, avec l'apport d'une main d'œuvre indonésienne. La superficie des terres attribuées à des Européens atteint à terme 1 234 ha (contre 469 ha en 1897),
- 1897 : installation de la mission mariste de la tribu d'Ouaré,
- 1917 : révolte kanak, initiée par la chefferie Bouarate de Hienghène,
- années 1930 : ultime tentative de relancer la culture du café, qui avait décliné à Hienghène, notamment au sein de la population mélanésienne. Sans succès.
- 1942 : Lors de la Seconde Guerre mondiale, l'aviso Chevreuil des Forces navales françaises libres, est envoyé en Nouvelle-Calédonie, par le commandant de la Marine dans le Pacifique, le capitaine de frégate Cabanier, pour des missions de visite et de maintien de l'ordre. Commandé par l'enseigne de vaisseau Fourlinnie, le navire est en mission à Hienghène du 27 au 29 janvier 1942. La situation politique n'étant pas claire, il y débarque quelques militaires et le chef du 2e bureau qui doit faire une enquête[4].
- 1946 : abolition du code de l'indigénat.
- 1961 : la commission municipale obtient un maire élu. Le premier est le gaulliste Yves de Villelongue, qui reste en place jusqu'en 1977.
- 1965 : Jean-Marie Tjibaou est ordonné prêtre.
- 1969 : Hienghène devient une commune de droit commun français.
- 1977 : Jean-Marie Tjibaou est élu maire.
- 1982-1983 : construction du Centre culturel Goa Ma Bwarhat.
- 5 décembre 1984 : des métis calédoniens tendent une embuscade près de la tribu de Tiendanite en représailles aux incendies et aux pillages répétés de maisons d'éleveurs « caldoches » par les militants indépendantistes du FLNKS. Une camionnette du FLNKS est attaquée à la dynamite et à la chevrotine. Dix Kanaks sont tués (dont deux frères de Jean-Marie Tjibaou, chef indépendantiste, qui réclame cependant la levée des barrages).
- 29 octobre 1987 : les sept auteurs de cette embuscade sont tous acquittés par la cour d'assises de Nouméa. Le jury était exclusivement composé d'Européens et cela provoque à nouveau la colère des indépendantistes. L'enregistrement sonore du procès est déposé aux Archives audiovisuelles de la justice.
- 4 mai 1989 : le dirigeant indépendantiste et maire de la commune, Jean-Marie Tjibaou, est assassiné à Ouvéa par un Kanak indépendantiste radical qui lui reproche d'avoir signé avec les anti-indépendantistes et l'État les accords de Matignon-Oudinot en 1988.
- 1992 : ouverture du « Koulnoué Village » du Club Med, qui l'abandonne.
- 2012 : Inauguration de sa nouvelle structure de norme HQE (Haute Qualité Environnementale).
- 2017 : André Lévy est élu maire.

## Administration et politique
Hienghène est, depuis 1977, l'un des bastions de l'Union calédonienne (UC), l'une des principales composantes du Front de libération nationale kanak et socialiste (FLNKS). Elle était le fief du chef historique du camp indépendantiste, Jean-Marie Tjibaou. Les maires de 1989 à 2012, Joseph Karié Bwarhat puis Daniel Fisdiepas, de 2014 à 2017, Daniel Goa, et depuis 2020, Bernard Ouillate, sont issus de ce même parti. Daniel Goa, pourtant élu à la tête d'une liste d'union de tous les indépendantistes (et seule à se porter candidate) en 2014, est battu lors d'élections partielles en 2017 par une liste formée par André Lévy du Parti de libération kanak (Palika), autre composante du FLNKS qui se positionne régulièrement en rivale de l'UC. 
| Période                                  | Période  | Identité             | Étiquette                   | Qualité                                                                                      |
| ---------------------------------------- | -------- | -------------------- | --------------------------- | -------------------------------------------------------------------------------------------- |
| Les données manquantes sont à compléter. |          |                      |                             |                                                                                              |
| 1961                                     | 1977     | Yves de Villelongue  | Gaulliste                   | Français libre, commissaire de marine                                                        |
| 1977                                     | 1989     | Jean-Marie Tjibaou   | UC puis FI-UC puis FLNKS-UC | Vice-président du Conseil de Gouvernement - Président de la Région Nord - Président du FLNKS |
| 1989                                     | 1995     | Joseph Karié Bwarhat | FLNKS-UC                    |                                                                                              |
| 1995                                     | 2012     | Daniel Fisdiepas     | FLNKS-UC                    |                                                                                              |
| 2012                                     | 2014     | Jean-Pierre Djaïwé   | UNI-Palika                  | 1er vice-président de la Province Nord, déclaré inéligible en mai 2013                       |
| 2014                                     | 2017     | Daniel Goa           | FLNKS-UC                    | Président de l'UC, élu de la Province Nord et du Congrès                                     |
| 2017                                     | 2020     | André Lévy           | UNI-Palika                  |                                                                                              |
| 2020                                     | En cours | Bernard Ouillate     | FLNKS-UC                    |                                                                                              |

## Démographie
L'évolution du nombre d'habitants est connue à travers les recensements de la population effectués dans la commune depuis 1956. À partir de 2006, les populations légales des communes sont publiées annuellement par l'Insee, mais la loi relative à la démocratie de proximité du 27 février 2002 a, dans ses articles consacrés au recensement de la population, instauré des recensements de la population tous les cinq ans en Nouvelle-Calédonie, en Polynésie française, à Mayotte et dans les îles Wallis-et-Futuna, ce qui n’était pas le cas auparavant. Ce recensement se fait en liaison avec l'Institut de la statistique et des études économiques (ISEE), institut de la statistique de la Nouvelle-Calédonie. Pour la commune, le premier recensement exhaustif entrant dans le cadre du nouveau dispositif a été réalisé en 2004, les précédents recensements ont eu lieu en 1996, 1989, 1983, 1976, 1969, 1963 et 1956.
En 2019, la commune comptait 2 454 habitants, en diminution de 1,17 % par rapport à 2014 (Nouvelle-Calédonie : +0,98 %).
| 1956  | 1963  | 1969  | 1976  | 1983  | 1989  | 1996  | 2004  | 2009  |
| ----- | ----- | ----- | ----- | ----- | ----- | ----- | ----- | ----- |
| 1 940 | 2 109 | 1 846 | 1 932 | 1 729 | 2 122 | 2 208 | 2 627 | 2 399 |

| 2014  | 2019  | - | - | - | - | - | - | - |
| ----- | ----- | - | - | - | - | - | - | - |
| 2 483 | 2 454 | - | - | - | - | - | - | - |

## Économie

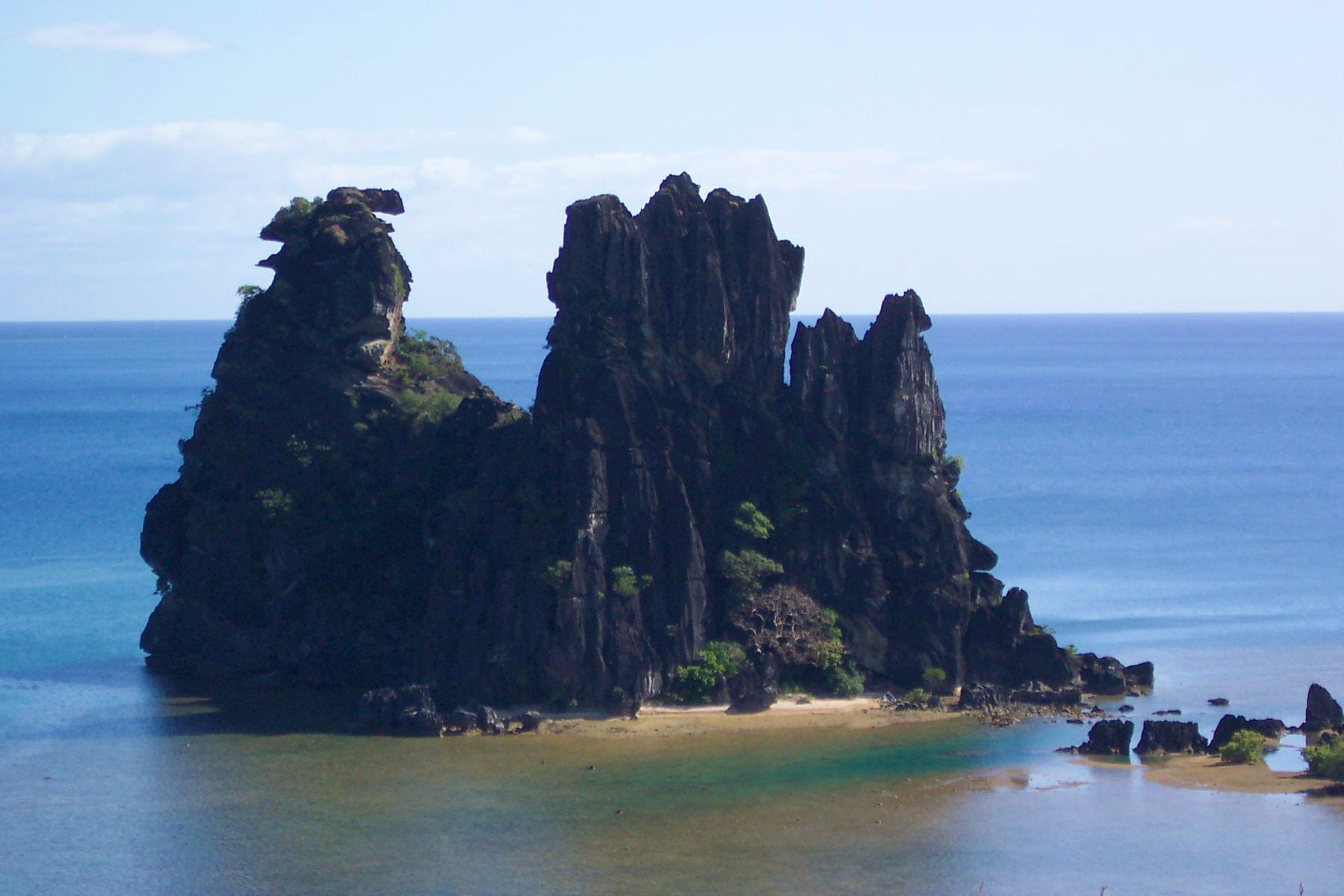
La Poule de Hienghène est l'un des sites naturels les plus touristiques de Nouvelle-Calédonie.

Hienghène s'est surtout développée depuis les années 1990 autour des activités touristiques. 
Elle bénéficie en effet de plusieurs sites naturels parmi les plus visités : 
- la Poule couveuse,
- le Sphinx,
- la cascade de Tao,
- la réserve botanique du mont Panié.

Certaines infrastructures culturelles ou ayant revêtu un aspect folklorique sont tout autant prisées : 
- le bac sur la Ouaieme,
- le centre culturel.

Ainsi, pour bénéficier de ce potentiel, Hienghène est l'une des communes du Nord les mieux équipées en infrastructures touristiques : 
- le « Koulnoué Village », qui est l'un des quatre « 3 étoiles » de cette province (et l'un des deux plus anciens avec le Malabou Beach de Poum, construits en 1992),
- le port de plaisance (depuis 2004),
- la base nautique,
- le centre de plongées
- l'office du tourisme.

Hienghène est l'une des sept escales régulières des grands paquebots de croisière en Nouvelle-Calédonie. 
Des activités écotouristiques se sont développées : randonnées pédestres ou équestres, canoë. 
Une fête communale est organisée chaque année depuis 1999, en septembre.

## Centres d'intérêt touristique
- Marché les mardi et vendredi, de 7h à 13h,
- Messe le dimanche,
- Centre Culturel Goa Ma Bwarhat, case de la chefferie, réouverture courant 2016,
- Association Dayu Biik, randonnée pédestre autour du Mont Panié,
- Initiation à la culture kanak,
- Randonnées pédestres nombreuses, sentiers balisés,
- Lagune, belvédère, falaises, récifs, plages,
- Aires marines protégées, Hienga et Doïman, biotope d'un hippocampe nain et paradis des morts des clans de la région,
- Îlot Hienga, sentier sous-marin,
- Marina, sports nautiques, randonnée palmée, plongée,

## Culture locale et patrimoine

### Lieux et monuments
- Chapelle de Ganem.
- Chapelle de Linderalique.
- Église de Tiendanite.
- Église de Werap.

### Repères routiers
- Nord-ouest, RPN10, 65 km, vers Pouébo:
  - Hienghène nord-ouest, pont, le Sphinx,
  - vallée sud : Lé Wéraap (Wérap), qui rejoint plus loin l'autre rive,
  - vallée nord de la Hienghène : Pwiye-Beng (Tanghène), Ganen (Ganem), Pwéwéjap (Poinjap), Kaavac, Tendo, Wan-Dêuc, Wévia, Coulna, Hiedanit (Tiédanite)...
  - CR34 : Ténen, Tilougne,
  - Ouaraï/Ouaré/Waré, mission, fondée en 1897, reconstruite en 1930,
  - Wan Pwêk (Ouenpouèsse),
  - Wen-Jik (Ouenghip), Wâjik,
  - îlots Hienghène, Ta BAp, Thigit, Yéragen,
  - rivière Wiyem (Ouaïème), bac (gratuit, permanent), vers Haut-Coulna, (et vallée du Diahot,)
  - Mont Panié (Panyé) (1 629 m), réserve botanique, accès interdit,
  - Tao, pont, camping, récif, cascade de 100 m (montée rapide des eaux), Galaruo,
  - plages, ponts, missions, églises, cimetières, ruines,
  - cap Colnett, cocoteraie, cascade du mont Colnett, Paalo, récif Colnett,
  - vallée de la Weina, relais de Ouané Batch, snack des cascades, magasin Hipolyte
  - Dia Houé,
  - pharmacie de Pouébo,
  - Yambé, cocoteraie,
  - Oubatche, grand récif de la Seine,
  - Paalo,
  - Tchambouenne, cocoteraie,
  - pont métallique,
  - Pouébo est, mairie, bibliothèque, dispensaire, église, plage,
  - pont, RMP6 vers Saint-Denis,
- Sud-est, RPN10, vers Touho :
  - Hienghene, le sphinx, sortie nord-ouest,
  - Hienghene centre, marina, dispensaire, gendarmerie, collège,
  - pont, vallée de la Kokingone, vers Tiédanite, Tendo, bas/Haut-Coulna,
  - Hienghene stade, centre culturel, cas de la chefferie Bwarhat,
  - Hienghene est, lagon, belvédère, Poule Couverte,
  - Lé Kuun-Wé (Koulnoué), Lé Daraalik (Lindéralique) : route RM5, plage, rocher, église Kuun We, camping, Pibit (billet de 500), grotte, hôtel (ex-club Méd),
  - îlots : Hiengabat, Hienga, Hiengu,
  - Pedaac (Pindache),
  - vallée de la Tipindjé : Opaik, Wélic,
  - rochers de Chester,
  - Téwadé (Tiouandè),
  - Téganpaik,
  - Kougomwa (Kongouma),
  - Paola,
  - ilot Ouao,
  - grottes(s) de Mangalia,
  - Tahapinyihî,
  - Vieux Touho, mission,
  - Touho.

## Tribus
- Aire coutumière Hoot ma Waap
  - District GOA : Caavatch, Tendo, Hiedanite (Tendianite)
  - District BOUARAT : Ganem, Le Koulnoué, Lewérap, Lindéralique, Ouaième, Ouare Ouenpouesse, Ouenghip, Panié, Pindache, Poindjap, Tanghène, Tiwamack
  - Tribus indépendantes : Wan-Dêuc (Bas-Coulna), Haut-Coulna, Wévia (Ouayaguette),

- Tiendanite, Haut-Coulna, Bas-Coulna, Tendo, Ouayaguette, Poindjap, Werap : hébergement possible, via l'Office du Tourisme de Hienghene.

## Personnalités

### Politiques
- Bwarat (1815c-1875), Grand Chef, anti-mariste de 1843, signataire de 1853, exilé à Tahiti de 1858 à 1863,
- Philippe Bouarate (Bwaarhat, Bwaxat), grand chef (1875c-1890c),
- Chef Gwa et Chef Wenceslas Ty (Tii)(de Wérap et non de Tiédanite), grand-père et père de Jean-Marie Tjibaou,
- Jean-Marie Tjibaou (1936-1989), ancien maire,figure politique du nationalisme kanak, fondateur et chef de file du FLNKS,
- Jean-Pierre Djaïwé (né en 1955), ancien maire, porte-parole du Parti de libération kanak,
- Daniel Goa (né en 1953), ancien maire, président de l'Union calédonienne,
- Emmanuel Tjibaou (né en 1976), député.

### Culturelles
- Bwanjep, groupe kaneka

### Sportives
- Pierre Fairbank (1971-) athlète handisport multimédaillé aux Jeux paralympiques.
- En 2019, le Hienghène Sports a remporté la Ligue des Champions de l'OFC, une première pour un club de l'île.

## Philatélie
La poule de Hienghène figure sur un timbre de l'OPT de 5 francs pacifiques. La légende parle du site comme des "Tours de Notre-Dame".
Un timbre de 64 francs, plus récent, et où figure une photographie signée Pierre Alain Pantz (A. Pantz), a pour légende Hienghène "La Poule couveuse".